# Rio Potiribu
O rio Potiribu é um rio brasileiro do estado do Rio Grande do Sul. É um afluente do rio Ijuí. Passa pelos municípios de Pejuçara, Bozano e Ijuí.

## Pontes
Ao longo de seu curso, o rio Potiribu é atravessado por dez pontes rodoviárias:
- Estrada Vicinal, em Pejuçara;
- Estrada Vicinal, em Pejuçara;
- BR-158, em Pejuçara;
- Estrada Vicinal, em Pejuçara;
- Estrada Vicinal, em Bozano;
- Estrada Vicinal, em Bozano;
- Estrada Vicinal, em Bozano;
- BR-285, em Ijuí;
- Estrada Vicinal, em Ijuí;